# Farkas Benő
Farkas Benő (Komárom, 1826. – Ekecs, 1886. január 16. előtt) református lelkész.

## Élete
Iparoscsaládból származott. Az algimnáziumot szülővárosában, a bölcseletet és teológiát Debrecenben végezte; azután Békésen a városi elemi népiskolában tanított. 1848–1849-ben honvédhadnagy volt és az erdélyi hadjáratban harcolt; jelen volt Vasvári Pál elesténél is; a szabadságharc után Komáromban a református algimnáziumban volt tanár, majd ugyanott és Hetényben Végh Mihály esperes mellett segédlelkész. 1867-ben egy tűzvész megsemmisítette az irományait. Ezután jutott az ekecsi rendes lelkészi állomásra.

## Munkái
Tudósításokat irt a Vasárnapi Ujságba Hetényről (1855–56.); ő közölte Hetényben (1857. 38. sz.) Csokonainak Lillához, Komáromban 1798. március 12. irt levelét az eredeti kéziratból.